# 1996 FO5
1996 FO5 är en asteroid i huvudbältet som upptäcktes den 25 mars 1996 av Beijing Schmidt CCD Asteroid Program vid Xinglong-observatoriet.
Asteroiden har en diameter på ungefär 5 kilometer.